# Dominique Bosshart
Dominique Bosshart, née le 7 octobre 1977 à Morges (Suisse), est une taekwondoïste canadienne. Elle a obtenu la médaille de bronze lors des Jeux olympiques d'été de 2000 dans la catégorie des plus de 67 kg.
En 1999, elle avait également décroché la médaille d'argent aux Championnats du monde.